# Isigonia
Genre
Isigonia est un genre d'araignées aranéomorphes de la famille des Anyphaenidae.

## Distribution
Les espèces de ce genre se rencontrent au Brésil, au Pérou, au Venezuela et au Panama.

## Liste des espèces
Selon World Spider Catalog (version 17.5, 27/09/2016) :
- Isigonia camacan Brescovit, 1991
- Isigonia limbata Simon, 1897
- Isigonia reducta (Chickering, 1940)

## Publication originale
- Simon, 1897 : Histoire naturelle des araignées. Paris, vol. 2, p. 1-192 (texte intégral).